# Gravity (坂本真綾の曲)
「gravity」（グラビティー）は、坂本真綾の10作目のシングル。

## 概要
前作「ヘミソフィア」から1年振りのリリースとなる作品。シングルタイトル曲としては初の英語詞作品である。
カップリング曲「パーク・アムステルダム」は後にアルバム『少年アリス』にて「park amsterdam (the whole story)」として完全版が収録されている。
累計出荷枚数は2.7万枚。

## 収録曲
（全作曲・編曲：菅野よう子）
1. gravity[注 1]
  - 作詞：troy
  - フジテレビ系アニメ『WOLF'S RAIN』エンディングテーマ
2. シマシマ
  - 作詞：坂本真綾
3. パーク・アムステルダム
  - 作詞：troy